# Manduel
Manduel là một xã trong tỉnh Gard thuộc vùng Occitanie, phía nam nước Pháp. Xã Manduel nằm ở khu vực có độ cao trung bình 62 mét trên mực nước biển.